# Nidulariaceae
Nidulariaceae Dumort. – rodzina grzybów znajdująca się w rzędzie pieczarkowców (Agaricales).

## Systematyka
Pozycja w klasyfikacji według Index Fungorum: Niaceae, Agaricales, Agaricomycetidae, Agaricomycetes, Agaricomycotina, Basidiomycota, Fungi.
Według Index Fungorum bazującego na Dictionary of the Fungi rodzina Nidulariaceae to takson monotypowy z jednym tylko rodzajem. Należą do niego dwa gatunki.
- rodzaj Retiperidiolia Kraisit., Choeyklin, Boonprat. & M.E. Sm. 2022
  - gatunek Retiperidiolia aquaphila (R. Cruz, L.T. Carmo, M.P. Martín, Gusmão & Baseia) Kraisit. & M.E. Sm. 2022
  - gatunek Retiperidiolia reticulata (Petch) Kraisit., Choeyklin, Boonprat. & M.E. Sm. 2022

Rodzaj Nidularia, od którego pochodzi nazwa rodziny, został z niej wyłączony i jest incertae sedis.